# Хрест і маузер
«Хрест і маузер» — радянський німий чорно-білий кінофільм 1925 року режисера Володимира Гардіна за сценарієм Льва Нікуліна. Одна з перших радянських антирелігійних стрічок, що викриває реакційну роль католицького духовенства, його святенництво і лицемірство. Нарком освіти Анатолій Луначарський назвав фільм «Новою перемогою радянського кіно і, мабуть, найбільшою».

## Сюжет
Перші роки Радянської влади, невелике містечко на заході Росії. Ксьондз міської церкви Ієронім, будучи завербованим іноземною розвідкою, вкриває групу шпигунів на чолі з Шуром.
Випадково зустрівши на вулиці стару знайому Марійку, Ієронім намагається використовувати її для отримання потрібних шпигунам відомостей від начальника міліції міста Галінського: Ієронім знає про давнє знайомство Марійки і Галінського. Причому від самого Галінського — він випадково дізнався про це, коли ще до Революції у заарештованого революціонера Галінського намагався під виглядом сповіді випитати відомості про замах на губернатора.
Але і Марійка дещо знає: в передреволюційні роки в монастирському притулку у сирітки Юльки народився син. Наглядачка притулку Павлиха вбила дитину, а труп підкинула в єврейський квартал. Це, поширивши слух, що дитину в ритуальних цілях вбили євреї, використовували чорносотенці як привід для погрому. Дізнавшись про вбивство сина, вмираючи, Юлька тоді розповіла своїй сестрі Марійці: батько дитини — монастирський ксьондз Ієронім, котрий вказав Павлисі вбити дитину, щоб використати погром для просування по кар'єрі.
Замість згоди Марійки на зраду Галінського, ксьондз Ієронім від неї отримує пропозицію — самому публічно покаятися у смерті дитини.
Під час чергової проповіді Ієронім публічно кається у своїх гріхах і відрікається від духовного сану. За вказівкою Шура члени шпигунської групи обливають Ієроніма гасом і спалюють.
При спробі втікти з оточеної міліцією церквою, відстрілюючись, шпигун Шур — колишній вікарій монастиря, будучи смертельно пораненим, вмирає, затиснувши в руці хрест і маузер.

## У ролях
- Микола Кутузов — Ієронім Десницький, ксьондз
- Наум Рогожин — вікарій Шур
- Петро Старковський — ксьондз
- Володимир Крігер — архієпископ
- Ніна Лі — Марійка
- Олексій Пирогов — Галінський, комісар
- Петро Савін — хуліган
- Т. Синіцина — Юлька, сестра Марійки
- В. Кисельова — Павлиха
- Карл Гурняк — епізод
- Євген Червяков — епізод
- Раїса Єсипова — епізод
- Лев Іванов — епізод
- Віктор Лебедєв — епізод
- Павло Полторацький — Його високоповажність

## Знімальна група
- Режисер — Володимир Гардін
- Сценарист — Лев Нікулін
- Оператори — Олександр Левицький, Олександр Станке
- Художник — Дмитро Колупаєв